# Kuschelina fimbriata
Kuschelina fimbriata är en skalbaggsart som först beskrevs av Forster 1771.  Kuschelina fimbriata ingår i släktet Kuschelina och familjen bladbaggar. Inga underarter finns listade i Catalogue of Life.